# 若田部遥
若田部遙（日语：／ Wakatabe Haruka，1998年9月26日—）是日本女性新聞記者，為女子偶像團體HKT48 Team H前成員，福岡縣福岡市出身。2011年以HKT48一期生身分出道。2017年2月5日自HKT48畢業。現為富士電視台社內員工

## 經歷
若田部遙因為從幼稚園開始就學習舞蹈而對跳舞擁有高度興趣，也成為她參加HKT48一期研究生徵選的契機。她是在2011年7月10日時通過徵選，成為21位HKT48第1期研究生的其中一位，在10月23日於西武巨蛋舉行的《飛翔入手》全國握手會中與其他成員一同首度登台亮相，正式進入演藝圈。11月26日HKT48開始進行《手牽手》（手をつなぎながら）劇場公演，若田部獲選成為16位正式公演成員之一。2012年3月4日公演研究生成員正式升格為HKT48正規成員，組成Team H。
若田部遙並不是唯一一位經常被提及是職業運動選手子女的48集團成員，與她有類似背景的還有AKB48 Team B的倉持明日香（其父為前羅德獵戶隊（ロッテオリオンズ）投手倉持明），與Team 4的大森美優（其父為前讀賣巨人隊內野手大森剛）。因此緣故，倉持在HKT48的冠名綜藝節目《HaKaTa百貨店》作客擔任特別來賓時，選了若田部作為她的首推成員，也曾約定有朝一日兩人要一起合作主持棒球節目。
除此之外，若田部也曾在2012年6月16日於雅虎巨蛋進行的軟體銀行鷹隊對橫濱DeNA海灣之星隊之戰中，擔任開球來賓，穿著與父親職棒球員時代背號相同的14號球衣上場投球。另外在2014年5月7日，同樣於福岡雅虎巨蛋舉行的軟體銀行鷹隊對北海道日本火腿鬥士隊之戰中，若田部在TOKYO MX的現場電視轉播節目中擔任了現場特派記者，與在同一場比賽中擔任講評的父親攜手合作首度同台演出，在轉播中場時的花絮時間若田部遙也接受了轉播主持人的訪問，提及自己的志向是希望能成為電視台主播與廣播主持人一事。
自2014年5月7日起首次與父親同台合作後，若田部遙陸續參與了數次TOKYO MX的職棒比賽軟銀鷹隊現場轉播，由於參與的前八場轉播中軟銀鷹隊打出七勝一和的戰績，且其中有五次是在比分落後狀態下逆轉勝，而被球迷、歌迷、HKT48的成員們乃至於新聞媒體稱呼是軟銀鷹隊的勝利女神、逆轉女神。雖然在10月20日的太平洋聯盟高潮系列賽（Climax Series）第五戰、若田部遙第九次擔任特派記者時，軟銀鷹隊以4比6的比分敗給日本火腿鬥士，不敗紀錄終止，但並沒有影響到球迷們對若田部父女的歡迎。在整個2014球季若田部遙共出場擔任球場特派記者11次，這11場比賽中軟銀鷹戰績為九勝一和一敗，該隊也在10月30日擊敗對手阪神虎，順利取得日本大賽冠軍。
另外，若田部遙也與父親以藝人親子檔的身份參與了6月15日播出的富士電視台綜藝節目《問答30》，是若田部父女首次在球場之外的場合同台演出。
2015年4月22日發行的HKT48第5張單曲《12秒 》的收錄曲《變色龍女高中生》中首次獲選Center。6月6日，在西日本都市銀行的「西日本都市銀行APP登場宣傳活動」中，與母親若田部佳代一同被起用為該銀行的CM代言人。
2016年2月16日，在西日本都市銀行的「新生活應援宣傳活動」中，首次單獨被起用為CM代言人。8月26日，時隔兩年再次以現場記者身份，出演TOKYO MX節目《太平洋聯盟應援宣言！我來做。鷹隊轉播》。10月8日，在福岡巨蛋舉行的2016年日本通運太平洋聯盟高潮系列賽第一階段第1戰（福岡軟銀鷹對千葉羅德海洋）中，身穿象徵突破的背號108號球衣擔任開球嘉賓。
2016年12月19日，在HKT48 Team H的劇場公演中表示將於隔年春天進入東京的大學就讀，考慮到學業的問題因而宣布畢業。
2017年1月12日，舉行畢業公演。2月5日，參加於西日本綜合展示場舉行的HKT48第8張單曲《最棒了唷》的全國握手會後，正式自HKT48畢業。畢業前即有的西日本都市銀行廣告代言人工作則仍然延續。
2017年10月2日，在西日本都市銀行的「ワンク de SLOT 宣傳活動」中被啟用為宣傳角色。
2018年5月3日，於「第57屆博多咚打港祭」中，以西日本城市銀行「咚打遊行隊」成員身份特別出席。
2019年5月3日，在「第58屆博多咚打港祭」中，再次以西日本城市銀行「咚打遊行隊」成員身份特別出席。
2021年3月，從法政大學畢業。4月1日，以綜合職身份進入富士電視台就職。同期入社的還有前將棋女子職業棋士竹俣紅（擔任主播職）。之後經過培訓後，被分配到新聞局新聞中心。截至5月，作為內勤記者，主要負責午間的《Live News days》和傍晚的《Live News it!》等節目。
2023年秋季起，調任至新聞局政治部，加入國會記者俱樂部，負責政治相關的採訪與報導，同時擔任首相官邸的首相隨行記者與幹事社隨行記者（負責擔任新聞各社與首相秘書官之間的聯絡橋樑）。

## 人物
父親是前福岡大榮鷹隊（今日的軟體銀行鷹隊）的王牌投手、退休後擔任日刊體育評論員的若田部健一，母親則是在九州朝日放送電視台擔任記者的女藝人若田部佳代（婚前舊名德丸佳代）。家中還有兩個弟弟，其中一個弟弟比她小4歲左右。
因為父親是當地知名的前職業棒球投手而受到注目，並且因為擔任電視台的球賽轉播特派記者時、福岡軟銀鷹隊戰無不克而以「不敗神話」、「勝利女神」之說成為當地媒體與球迷間的話題。在團體中若田部是以積極樂觀、有些男性氣概的形象為主要賣點，並偶爾擔任毒舌挖苦其他成員的吐槽角色。

## 參與歌曲

### 單曲CD
HKT48
|     | 發行日期        | 單曲名稱             | 參與歌曲名稱             | 名義           | 收錄於 | MV | 備註         |
| --- | --------------- | -------------------- | ------------------------ | -------------- | ------ | -- | ------------ |
| 1st | 2013年03月20日  | 喜歡！喜歡！小跳步！ | 喜歡！喜歡！小跳步！     | 單曲選拔組     | 全版本 | ★  | A面曲        |
| 1st | 2013年03月20日  | 喜歡！喜歡！小跳步！ | 單相思的唐揚             | 甘口姬         | Type-A | ★  |              |
| 2nd | 2013年09月04日  | 哈密瓜汁             | 在那裡思考些什麼？       | 一期生         | 全版本 |    |              |
| 2nd | 2013年09月04日  | 哈密瓜汁             | 希望的海流               | 甘口姬         | Type-A | ★  |              |
| 3rd | 2014年03月12日  | 櫻花，大家一起來品嚐 | 已讀無視                 | Team H         | Type-A | ★  |              |
| 4th | 2014年09月24日  | 有所保留的我愛你！   | 偶像的王者               | Team H         | Type-A | ★  |              |
| 5th | 2015年04月22日  | 12秒                 | 人生就是搖滾             | HKT48          | 全版本 | ★  |              |
| 5th | 2015年04月22日  | 12秒                 | 變色龍女高中生           | Team H         | Type-B | ★  | 中央位置成員 |
| 6th | 2015年011月25日 | 吵死了！             | Buddy                    | Team H         | Type-A | ★  |              |
| 7th | 2016年04月13日  | 給74億分之1的你      | HKT城、今、動            | Platinum Girls | Type-B | ★  |              |
| 8th | 2016年09月07日  | 最棒了唷             | 夢一場(穴井千尋與同伴們) | 一期生         | Type-A | ★  |              |
| 8th | 2016年09月07日  | 最棒了唷             | 把夜空的月亮吞下         | Team H         | Type-B | ★  |              |

- 標註有「★」符號者表示該首歌曲有拍攝MV。

AKB48
|      | 發行日期       | 單曲名稱           | 參與歌曲名稱 | 名義          | 收錄於 | MV | 備註 |
| ---- | -------------- | ------------------ | ------------ | ------------- | ------ | -- | ---- |
| 27th | 2012年08月29日 | 格子花紋           | 那一天的風鈴 | Waiting Girls | 劇場盤 |    |      |
| 29th | 2012年12月05日 | 永遠的壓力         | 初戀蝴蝶     | HKT48         | Type-C | ★  |      |
| 34th | 2013年12月11日 | 倘若在梧桐樹什麼的 | 眨眼3次      | HKT48         | Type-H | ★  |      |

### 專輯CD
AKB48
|      | 發行日期       | 專輯名稱 | 參與歌曲名稱      | 名義                    | 收錄於 | 備註 |
| ---- | -------------- | -------- | ----------------- | ----------------------- | ------ | ---- |
| 04th | 2012年08月15日 | 1830m    | 藍天 不會寂寞嗎？ | AKB48+SKE48+NMB48+HKT48 | 全版本 |      |

## 劇場公演分組曲
| 公演名稱                                 | 參與歌曲名稱   | 備註 |
| ---------------------------------------- | -------------- | ---- |
| 研究生時期                               |                |      |
| HKT48 1st Stage「手牽手」公演            | Glory days     |      |
| Team H時期                               |                |      |
| Team H 1st Stage「手牽手」公演           | 巧克力的下落   |      |
| Team H「博多傳奇」公演                   | 心型病毒       |      |
| HKT48 向日葵組「睡衣兜風」公演           | 鏡中的聖女真德 |      |
| Team H 2nd Stage「青春女孩」公演         | 雨中動物園     |      |
| Team H 2nd Stage「青春女孩」公演         | 放浪之夏       |      |
| Team H 3rd Stage「最終鐘聲鳴響」公演     | 再戰           |      |
| Team H 3rd Stage「最終鐘聲鳴響」公演     | 20人姐妹之歌   |      |
| HKT48 向日葵组「正在恋爱中」公演         | 纯爱的渐强音   |      |
| HKT48 Team H 4th Stage「劇場的女神」公演 | 男更衣室       |      |

## 廣告
- 西日本都市銀行[37]
  - 西日本シティ銀行アプリ篇、「若田部親子　ナポリ」篇・「若田部親子　知らんと？」篇　(2015年6月6日 -  ）
  - 保険相談窓口篇、「家族／保険相談窓口」篇　(2015年10月3日 -  ）
  - 休日相談窓口篇、「家族・休日相談窓口」篇　(2015年10月3日 -  ）
  - 相続まるごとサポート篇　(2016年1月1日 -  ）
  - 新生活応援キャンペーン篇、「新生活応援キャンペーン／無料クーポン」篇　(2016年2月16日 -  ）
  - NCBポイントサービス篇、「NCBポイントサービス　パワーアップ」篇　(2016年3月1日 -  ）
  - 西日本シティ銀行アプリ篇、「カメラ目線の健一さん/複数の口座」篇　(2016年12月9日 -  ）
  - 西日本シティ銀行アプリ篇、「カメラ目線の佳代さん/クーポン」篇　(2017年2月1日 -  ）
  - 相続相談　相続「卓球」篇　(2017年10月6日 -  ）
  - 資産運用「家族旅行」篇その1　(2017年11月1日 -  ）
  - 資産運用「家族旅行」篇その2　(2017年12月1日 -  ）
  - 資産運用 つみたてNISA「100歳までの健一さん／結婚50周年」篇　(2018年6月1日 -  ）
  - 資産運用 つみたてNISA「100歳までの健一さん／銀行員」篇　(2018年8月1日 -  ）
  - 口座開設アプリ　口座開設アプリ「歌う遥さん」篇　(2019年3月1日 -  ）

## 外部連結
- HKT48個人介紹頁（日語）
- 若田部遙的Google+（日語）
- 若田部遙 官方755（日語）